# 71 (število)
71 (ênainsédemdeset) je naravno število, za katero velja velja 71 = 70 + 1 = 72 - 1.

## V matematiki
- deveto Ramanudžanovo praštevilo.
- Gaussovo praštevilo brez imaginarnega ali realnega dela oblike {\displaystyle 4n+3}.
- Eisensteinovo praštevilo brez imaginarnega ali realnega dela oblike {\displaystyle 3n-1}.

## V znanosti
- vrstno število 71 ima lutecij (Lu)

## Drugo

### Leta
- 471 pr. n. št., 371 pr. n. št., 271 pr. n. št., 171 pr. n. št., 71 pr. n. št.
- 71, 171, 271, 371, 471, 571, 716, 771, 871, 971, 1071, 1171, 1271, 1371, 1471, 1571, 1716, 1771, 1871, 1971, 2071, 2171